# PC Toons
Pc Toons è una produzione ideata da Gianfranco Cordara per Rai Educational (oggi Rai Cultura) per condurre i più piccoli nel mondo del computer e dell'informatica.
La serie animata è incentrata sulle avventure di una famiglia (composta da Mr. Hardware, Lady Software, Pee-Cee) dai comportamenti bizzarri: mangiano cd-rom e cookies a colazione, ricevono buste parlanti e il loro animale domestico è una chiocciolina.
Le puntate erano visibili sul portale de ilD, prima della sua chiusura.
Con la serie PCTOONS lo studio di produzione Melazeta srl di Modena ha introdotto la tecnica dell’animazione paperless in Flash (ora Animate) per la prima volta in Italia in una serie tv.